# Mourmelon-le-Petit
Mourmelon-le-Petit – miejscowość i gmina we Francji, w regionie Grand Est, w departamencie Marna.
Według danych na rok 1990 gminę zamieszkiwało 795 osób, a gęstość zaludnienia wynosiła 65 osób/km².